# Náměstí Jurije Gagarina
Náměstí Jurije Gagarina se nachází u řeky Ostravice ve Slezské Ostravě v Ostravě v Moravskoslezském kraji. Náměstí, které má lichoběžníkový půdorys a svažuje se k řece Ostravici, je pojmenované po prvním kosmonautu, kterým byl Jurij Alexejevič Gagarin. Náměstí je sídlem Úřadu Městského obvodu Slezská Ostrava a také České pošty Ostrava 10. Přes řeku Ostravici vede městská lávka pro pěší (postavená v roce 1985), která začíná na náměstí Jurije Gagarina a končí na Havlíčkově nábřeží. V domě na Zámostí č. 18 (dnešní náměstí Jurije Gagarina) se 7. ledna 1911 narodil spisovatel Zdeněk Anton Jirotka, autor populární knihy Saturnin. Na náměstí je instalovaná kovová socha „Let do vesmíru“ od Otakara Schindlera (1923 – 1998) z roku 1961.

## Galerie

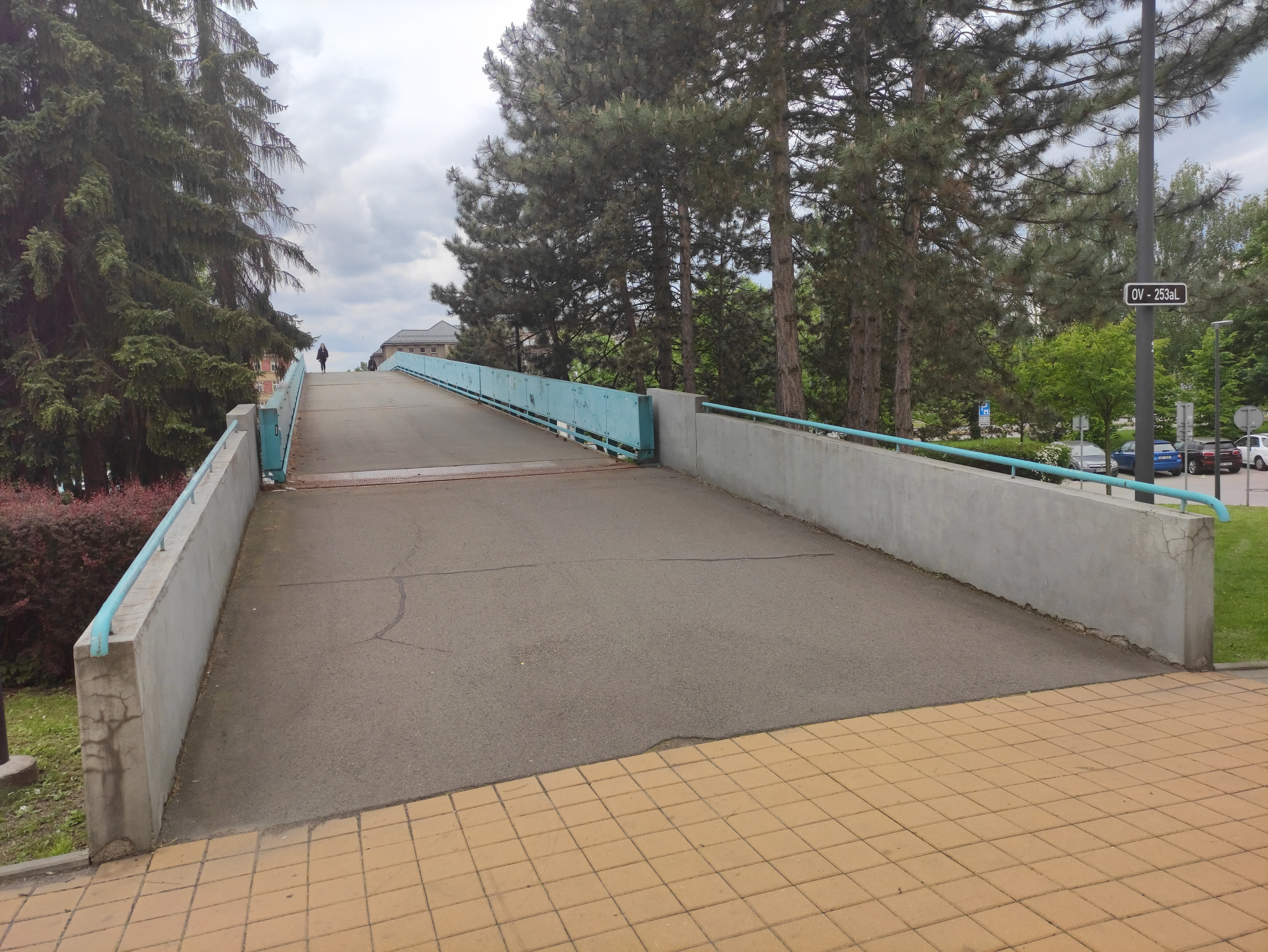
Náměstí Jurije Gagarina - městská lávka
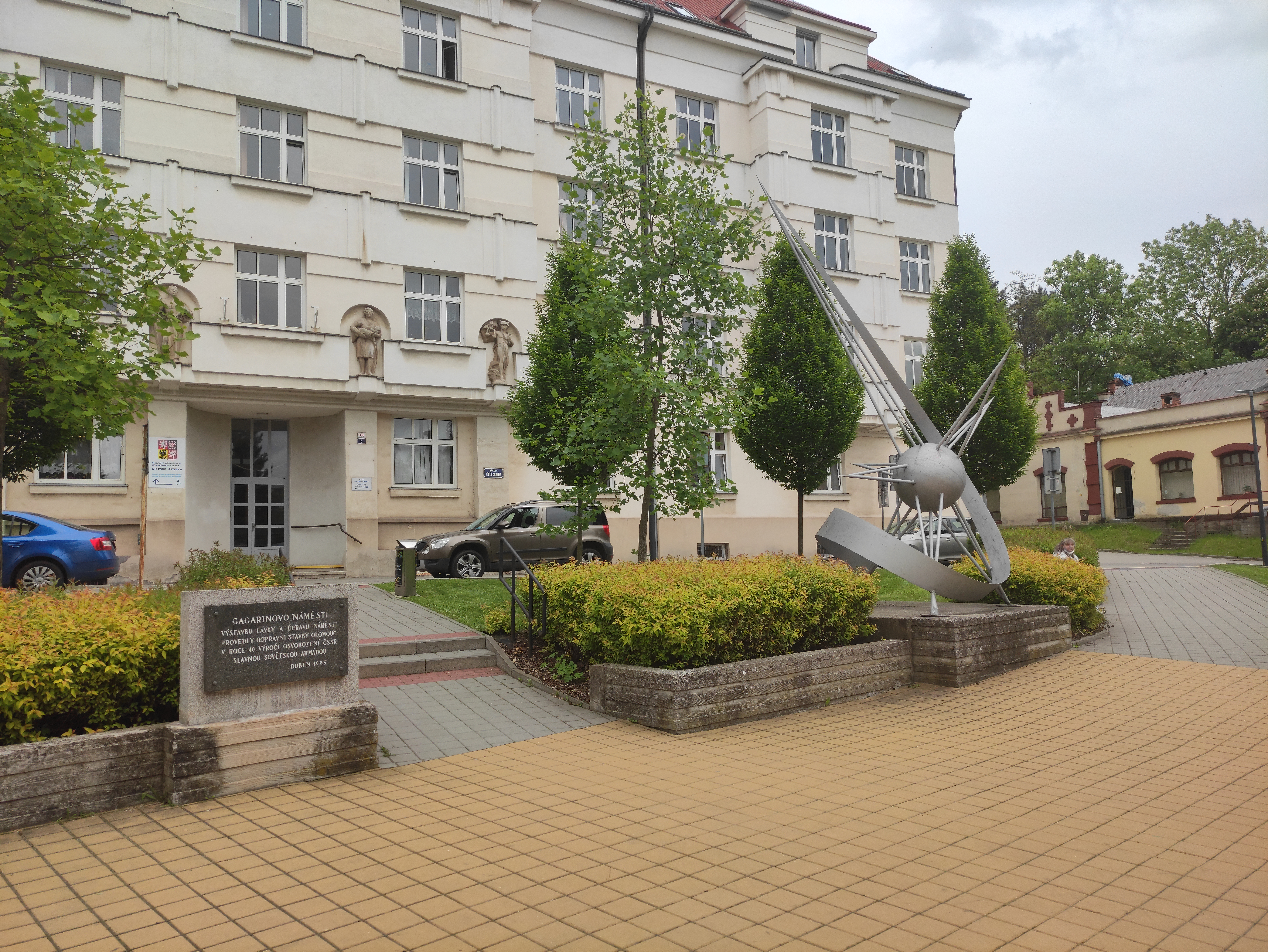
Náměstí Jurije Gagarina
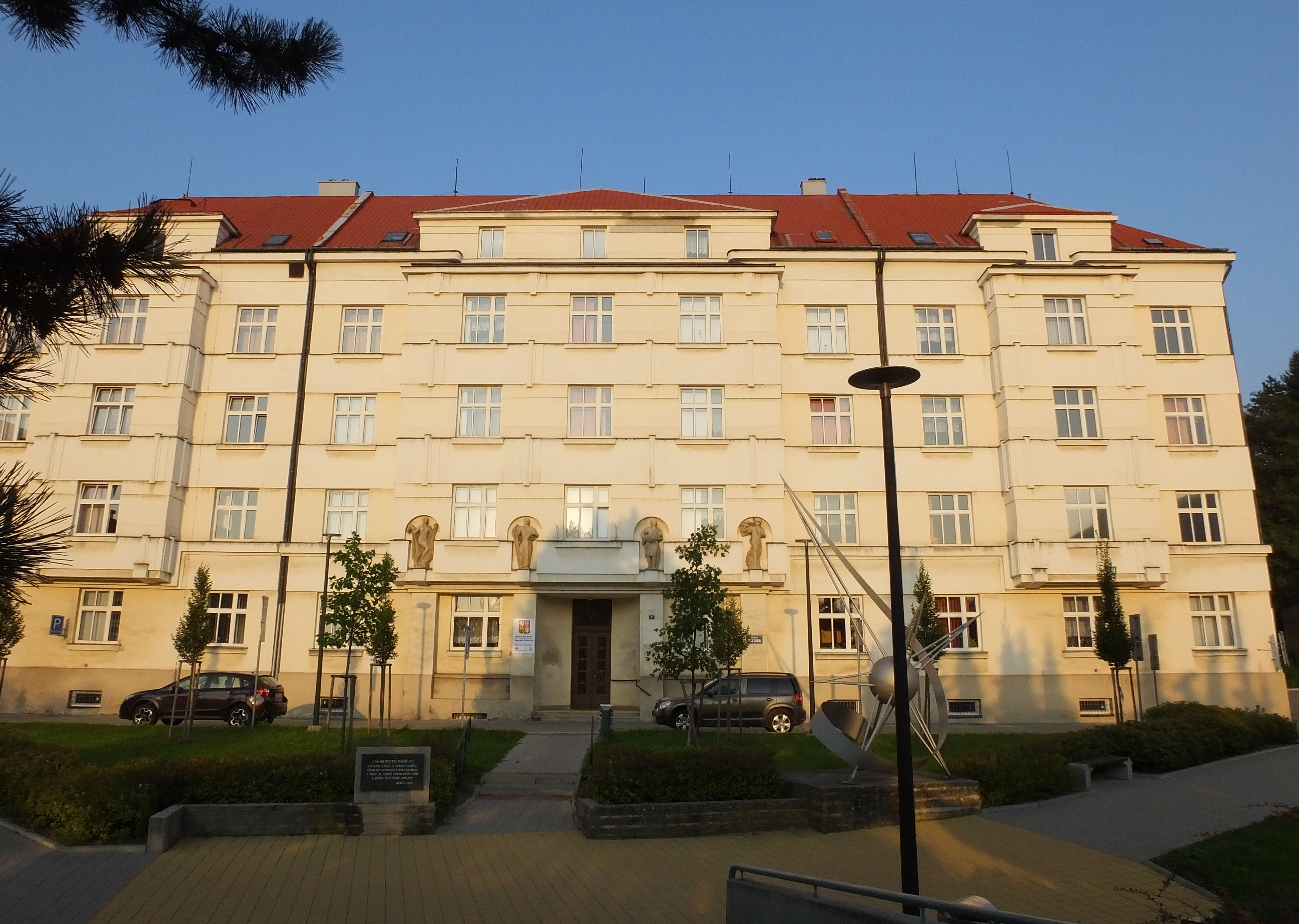
Náměstí Jurije Gagarina